# Контрада Кјарера (Палермо)
Контрада Кјарера је насеље у Италији у округу Палермо, региону Сицилија.
Према процени из 2011. у насељу је живело 49 становника. Насеље се налази на надморској висини од 92 м.